# Bancroft (Maine)
Bancroft è un comune e isola degli Stati Uniti d'America, situato nello Stato del Maine, nella contea di Aroostook.